# Margarida de Borgonya (reina de Sicília)
Margarita de Borgonya (?, 1250–Tonnerre, 4 de setembre de 1308), comtessa de Tonnerre, va ser la segona esposa de Carles I, comte d'Anjou, Maine, Provença i Forcalquier, que després es convertiria en rei de Sicília, Nàpols, Albània i Jerusalem.

## Biografia
Era la segona filla d'Odó de Borgonya i Matilde de Borbó-Dampierre. Margarita va ser comtessa de Tonnerre per herència des de 1262 fins a la seva mort. Es va convertir en reina consort de Sicília, Nàpols i Albània pel seu matrimoni amb Carles I d'Anjou, el 18 de novembre de 1268. La seva única filla, Margarita, va morir en la infància.
També es va convertir en reina consort de Jerusalem, després que Carles comprés a Roma el títol a la princesa Maria d'Antioquia el 1277. Ella i el seu espòs van perdre el títol de rei i reina de Sicília el 1282, i es convertiren en rei i reina només de Nàpols.
Després que Carles morís el 1285, Margarita es va retirar a les seves terres de Tonnerre, per viure al castell amb Margarida d'Acre, vídua de Bohemon VII d'Antioquia i Caterina de Courtenay, emperadriu titular de Constantinoble, neta de Carles d'Anjou i la seva primera esposa. A Tonnerre les tres dones van viure vides de caritat i oració. Margarita va fundar a la vila l'hospici de Fontenilles, i va proporcionar els fons necessaris per al seu manteniment.
Va morir el 1308 sense descendència. L'hereu de les seves possessions va ser el seu renebot Joan II de Châlon. Va ser enterrada a l'hospici. El 2008, la vila de Tonnerre va commemorar la mort de Margarida durant les festes medievals, el 5, 6 i 7 de setembre d'aquest any.